# 安藤幸
安藤 幸（あんどう こう、1878年（明治11年）12月6日 - 1963年（昭和38年）4月8日）は、日本における洋楽界揺籃期のヴァイオリニスト。幸田露伴、幸田延の妹。

## 経歴
東京府下谷区（現・東京都台東区）生まれ。1881年から西川喜舞に日本舞踊を、1883年から初代山勢松韻に箏曲を、1888年の10歳の頃からルドルフ・ディットリヒにヴァイオリンを習い、1896年東京音楽学校（現東京芸術大学）本科器楽部を卒業。同校研究科に進学。ディットリヒ、姉の幸田延（1895年にウィーン留学から帰国）、アウグスト・ユンケル（1899年に来日）らに学んだ。音楽学校時代に仲の良かった同級生として作詞家の東くめ（代表作に「お正月」「鳩ぽっぽ」など）がいる。
東京音楽学校研究科修了後の1899年からドイツに留学し、ベルリン国立高等音楽学校でカール・マルケース、ヨーゼフ・ヨアヒムらに学ぶ。1902年3月16日にライプツィヒのグラッシ博物館でフーゴー・リーマンとともに出演した日本音楽実演 (Vorführung japanischer Musik) では、箏の演奏による「東獅子」、「六段」、「松竹梅」やヴァイオリンの演奏による五音音階の中国音楽と短調（七音階）の新日本民謡を披露した。1903年帰国し、その年から1932年まで母校東京音楽学校の教授、1943年まで講師を務める。1942年から帝国芸術院会員。1950年から東京芸術大学講師。1958年文化功労者。1963年3月にクモ膜下出血で倒れ、その半月余り後に亡くなった。墓所は神奈川県川崎市多摩区の春秋苑。
旧姓名は幸田 幸（こうだ こう）であったが、1905年に英文学者の安藤勝一郎と結婚して以降は安藤姓となった。

## 血縁
- 父・幸田成延（利三） - 元幕臣。維新後は大蔵省の下級属官。幸田家の婿養子。成延が植村正久によって受洗した影響で、家族は三男の露伴以外全員クリスチャンになった。[13][14]。
- 母・幸田猷 - 幸田家は江戸時代まで表坊主衆（剃髪僧衣姿で江戸城内で大名などの給仕をする職[15]）を務めた
- 長兄・幸田成常（1858‐1925） - 米穀取引所書記を経て、相模紡績社長。[16][13]
- 次兄・郡司成忠 - 海軍軍人、探検家
- 三兄・幸田露伴 - 小説家
- 四兄・幸田成友 - 日本史学者
- 姉・幸田延 - ヴァイオリニスト・ピアニスト[1][17]
- 弟・幸田修造（1882-1907） - 東京音楽学校在校中に脳膜炎で夭折[18][13]
- 夫・安藤勝一郎 (1879年生) - 英文学者。安藤儀兵衞の二男。東京帝国大学文科大学英文学科、同大学院を経て、長崎高等商業学校教授、第三高等学校教授。1919年に英米留学。[19]
- 長男・高木卓 （本名・安藤煕） - 小説家、ドイツ文学者。芥川賞を受賞辞退したことでも知られる。
- 二男・安藤広
- 三男・安藤馨（1914〜1997） - 富士通ファコム社長等を務めた日本のコンピュータビジネスのパイオニア。インディアナ大学経営学部卒。1937年に帰国後、日本ワトソン統計会計機械（日本IBMの前身）の営業責任者となったが、1941年にスパイ容疑で逮捕、親戚（姉の婚家筋）の司法大臣・岩村通世の助力で釈放され、神戸で北川宗助らと統計研究所を設立。戦後はGHQ顧問を経て日本IBM常務取締役に就任、1966年富士通に移り、常務取締役などを務めた。1983年には日本人で初めての情報処理国際連合会長に就任した。[20][16]
- 四男・安藤晶
- 長女・丘淳子 - 丘浅次郎の四男・正通の妻。夫正通の母方伯父に岩村通世。[21]
- 孫・高木あきこ - 児童文学作家[22]